# Telmatobius sanborni
Telmatobius sanborni är en groddjursart som beskrevs av Schmidt 1954. Telmatobius sanborni ingår i släktet Telmatobius och familjen Ceratophryidae. IUCN kategoriserar arten globalt som sårbar. Inga underarter finns listade i Catalogue of Life.